# 腎臟科
腎臟科是內科學的一個分枝，主要處理的是腎臟及泌尿系統的相關問題及疾病。

## 腎臟科的来源
肾脏科一词最初在1953年被Jean Hamburger提出，法语néphrologie来自希腊语νεφρός，Nephrós（肾脏）。在此之前，该专业通常被称为“肾脏医学”。

## 誰需要看腎臟科
- 常見可能與腎臟疾病相關的症狀：水腫、尿液多泡沫、高血壓、貧血、倦怠等。
- 常見須看腎臟科的問題：蛋白尿、血尿、腎功能異常等。
- 常見須看腎臟科的疾病：腎衰竭、泌尿道感染、電解質異常、藥物或毒物中毒、高血壓等。

## 腎臟科常處理的疾病
- 急性腎衰竭
- 慢性腎衰竭
- 腎病症候群
- 急性腎炎
- 泌尿道感染
- 各種電解質異常
- 藥物或毒物中毒的處置
- 高血壓
- 腎臟移植的術後照顧[2]
- 血液透析及腹膜透析病患的照顧

## 腎臟科常用的診斷工具
- 尿液試紙檢驗及沉渣鏡檢
- 尿液生化分析（尿中的蛋白定量、肌酸酐、尿素氮及各種電解質）及血液生化分析（血中的肌酸酐、尿素氮及各種電解質）
- 影像學檢查:腎臟超音波、電腦斷層掃描、核磁共振造影；腎盂顯影攝影（靜脈顯影腎盂造影、前行性腎盂造影、逆行性腎盂造影）

## 腎臟科常用的治療
- 血液透析
- 腹膜透析
- 腎臟移植

## 外部連結
- American Society of Nephrology （页面存档备份，存于）
- Nephrology Now - Literature Update Service and Meta-Journal （页面存档备份，存于）
- Latin American Nephrology Nursing Association
- Latin American Nephrology Nursing Association
- Asian Pacific Society of Nephrology （页面存档备份，存于）
- National and Regional Societies of Nephrology （页面存档备份，存于）